# Anna Boschek

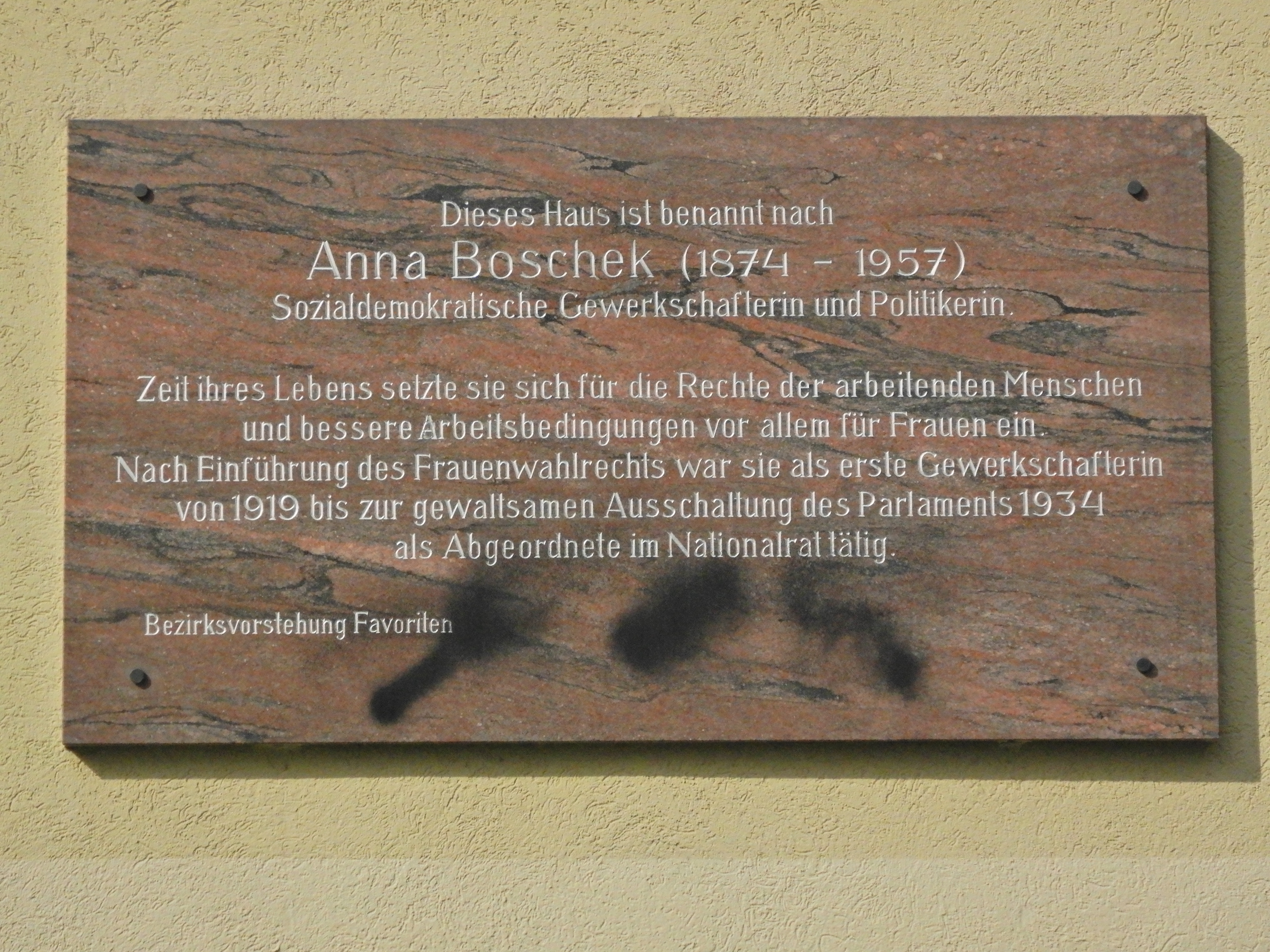
Gedenktafel für Anna Boschek

Anna Boschek (* 14. Mai 1874 in Wien, Österreich-Ungarn; † 19. November 1957 ebenda) war eine österreichische Politikerin der Sozialdemokratischen Arbeiterpartei (SDAP).

## Beruf
Nach dem Tod des Vaters, eines Eisenbahnschlossers, musste Anna Boschek mit 9 Jahren die Schule abbrechen und zu arbeiten beginnen. Sie arbeitete unter anderem als Heimarbeiterin, hatte Arbeitsstellen in einer Perlenbläserei in einer Galvanisierungswerkstätte und in einer Mundharmonikafabrik. Sie brach aufgrund eines starken Augenleidens die Lehre in einer Chinasilber-Fabrik ab. Später arbeitete sie auch als Fabrikarbeiterin. 1891 war sie Spulerin in der Ottakringer Trikotfabrik. Ab 1894 war sie Gewerkschaftsangestellte.

## Privat
Anna Boscheks Vormund bis zu ihrer Volljährigkeit, aber auch ihr politischer Mentor, war Anton Hueber, der Obmann und Sekretär der österreichischen Gewerkschaftskommission. Bis zu ihrem Tod blieb sie alleinstehend.

## Politische Funktionen
Unter anderem war sie ab 1890 als erste Frau im Parteivorstand der SDAP, war 1891 Mitglied der Gewerkschaft der Textilarbeiter und trat dem sozialdemokratischen Arbeiterinnen-Bildungsverein bei. Sie war Vorsitzende der Frauensektion im Bund Freier Gewerkschaften und war von 1918 bis 1920 Mitglied des Wiener Gemeinderats. Vom 4. März 1919 bis zum 9. November 1920 war sie Mitglied der Konstituierenden Nationalversammlung und ab dem 10. November 1920 bis zum 17. Februar 1934 war sie Abgeordnete zum Nationalrat.
Anna Boschek wurde am 17. Februar 1934 verhaftet und verbrachte sieben Wochen im Polizeigefangenenhaus an der Elisabethpromenade (heute: Rossauer Lände). Nach ihrer Entlassung stand sie unter Polizeiaufsicht. Sie trat 1945 aus gesundheitlichen Gründen von ihren politischen Funktionen zurück, blieb aber in einer Sektion der SPÖ im 15. Wiener Gemeindebezirk Rudolfsheim-Fünfhaus aktiv. Bei der Internationalen Sozialistischen Frauenkonferenz 1957 in Wien trat sie letztmals in Erscheinung.

## Sonstige Funktionen
Sie war Mitglied der Vereinsleitung des sozialdemokratischen Arbeiterinnen-Bildungsvereins, Geschäftsführerin des Frauen-Reichskomitees und im Jahre 1919 auch Mitglied der Frauenkommission des Internationalen Arbeitsamtes.

## Ehrungen
Nach Anna Boschek wurde das zwischen 1957 und 1959 errichtete „Anna Boschek-Lehrmädchen-Heim“ in der Plößlgasse 2/Prinz-Eugen-Straße 20 – 22 benannt. Im Zuge des Umbaus des Hauses der Arbeiterkammer wurde das Gebäude 2007 abgerissen. 2009 wurde eine städtische Wohnhausanlage in der Davidgasse 78, die 1953–56 erbaut worden war, in Anna-Boschek-Hof benannt. Im Jahr 2017 wurde in Floridsdorf der Anna-Boschek-Platz nach ihr benannt.

## Nachlass
Ein kleiner Nachlassbestand findet sich in der Wienbibliothek, ein anderer hält der Verein für Geschichte der ArbeiterInnenbewegung.